# Matsuki Hideki
Hideki Matsuki (sinh ngày 5 tháng 9 năm 1977) là một cầu thủ bóng đá người Nhật Bản.

## Sự nghiệp câu lạc bộ
Hideki Matsuki đã từng chơi cho Yokohama Marinos.